# Neotrichia exicoma
Neotrichia exicoma är en nattsländeart som först beskrevs av Martin E. Mosely 1937.  Neotrichia exicoma ingår i släktet Neotrichia och familjen smånattsländor. Inga underarter finns listade i Catalogue of Life.